# Mureșenii de Câmpie, Cluj
Mureșenii de Câmpie (în maghiară Omboztelke) este un sat în comuna Pălatca din județul Cluj, Transilvania, România.

## Istoric
În mai 1946, în urma celui de Al Doilea Război Mondial, scriitorul maghiar Albert Wass cât și tatăl său Endre Wass, au fost condamnați la moarte in contumacie de Tribunalul Cluj, iar posesiunile le-au fost confiscate pentru implicarea în mai multe incidente împotriva etnicilor români, printre care și provocarea măcelului de la Mureșenii de Câmpie, când soldați unguri, conduși de locotenentul Gergely Csordás, au ucis 11 persoane civile.

## Personalități
- Sabin Mureșan (1891 - ?), deputat în Marea Adunare Națională de la Alba Iulia 1918

## Legături externe

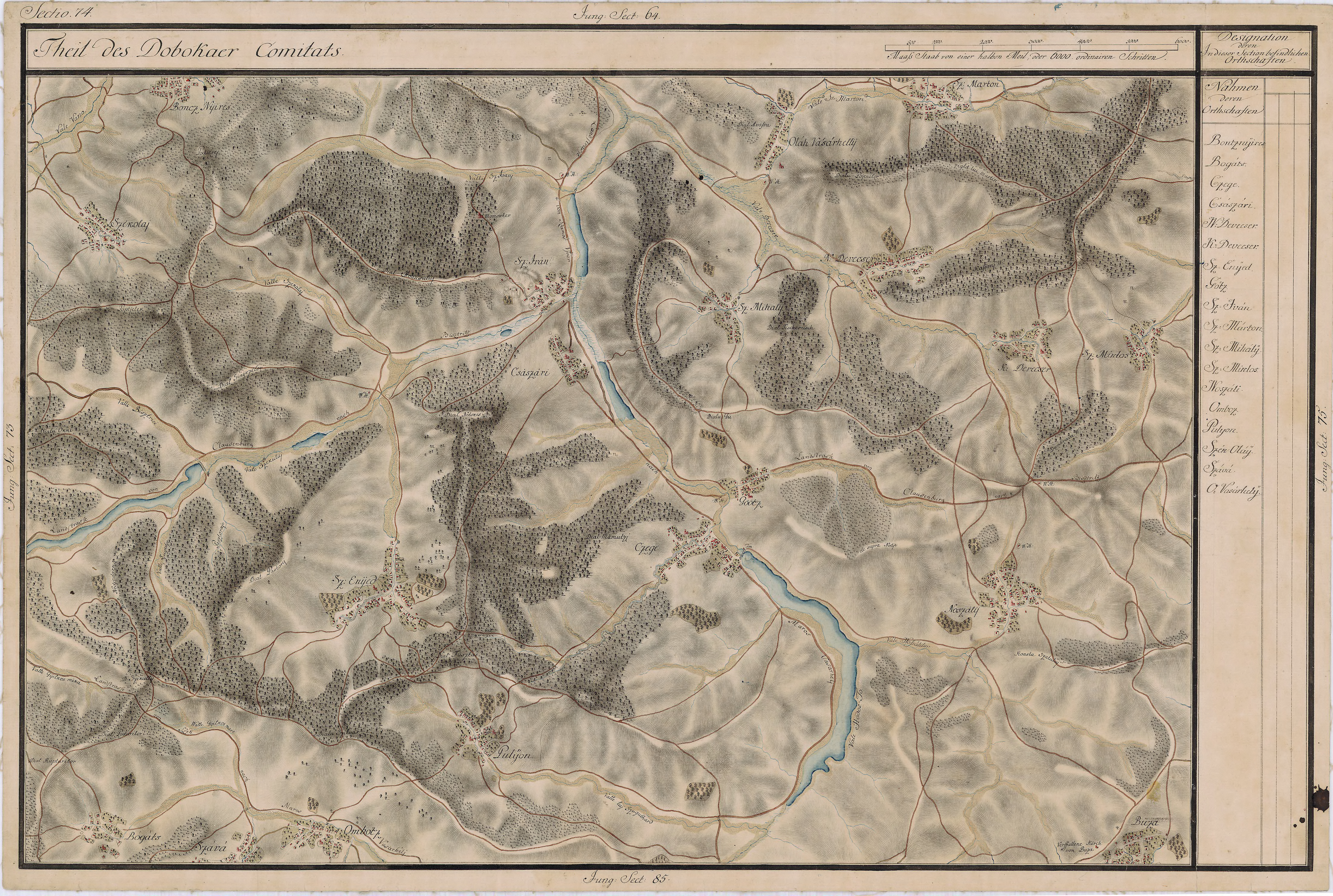
Mureșenii de Câmpie pe Harta Iosefină a Transilvaniei, 1769-73

## Galerie de imagini

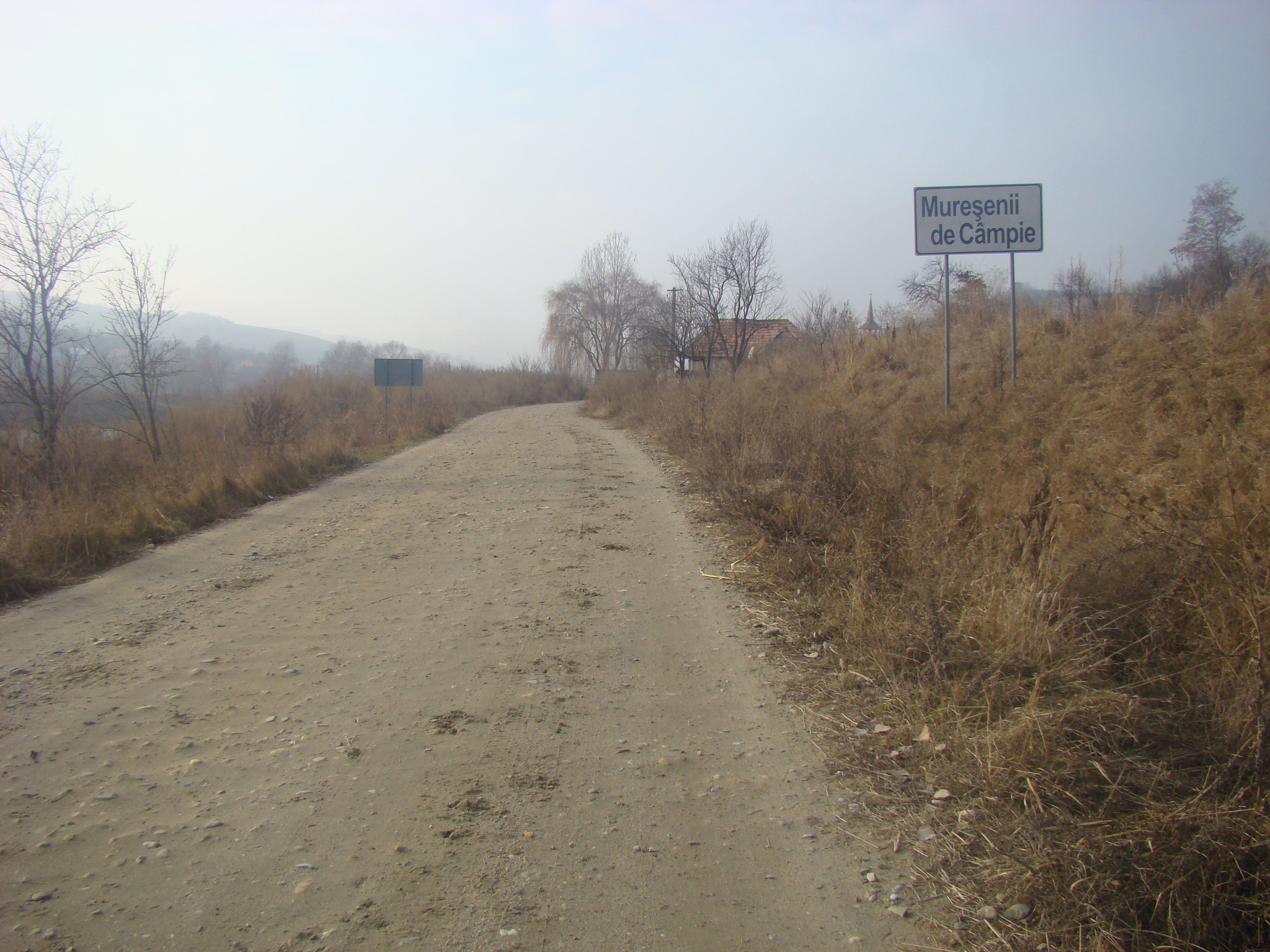
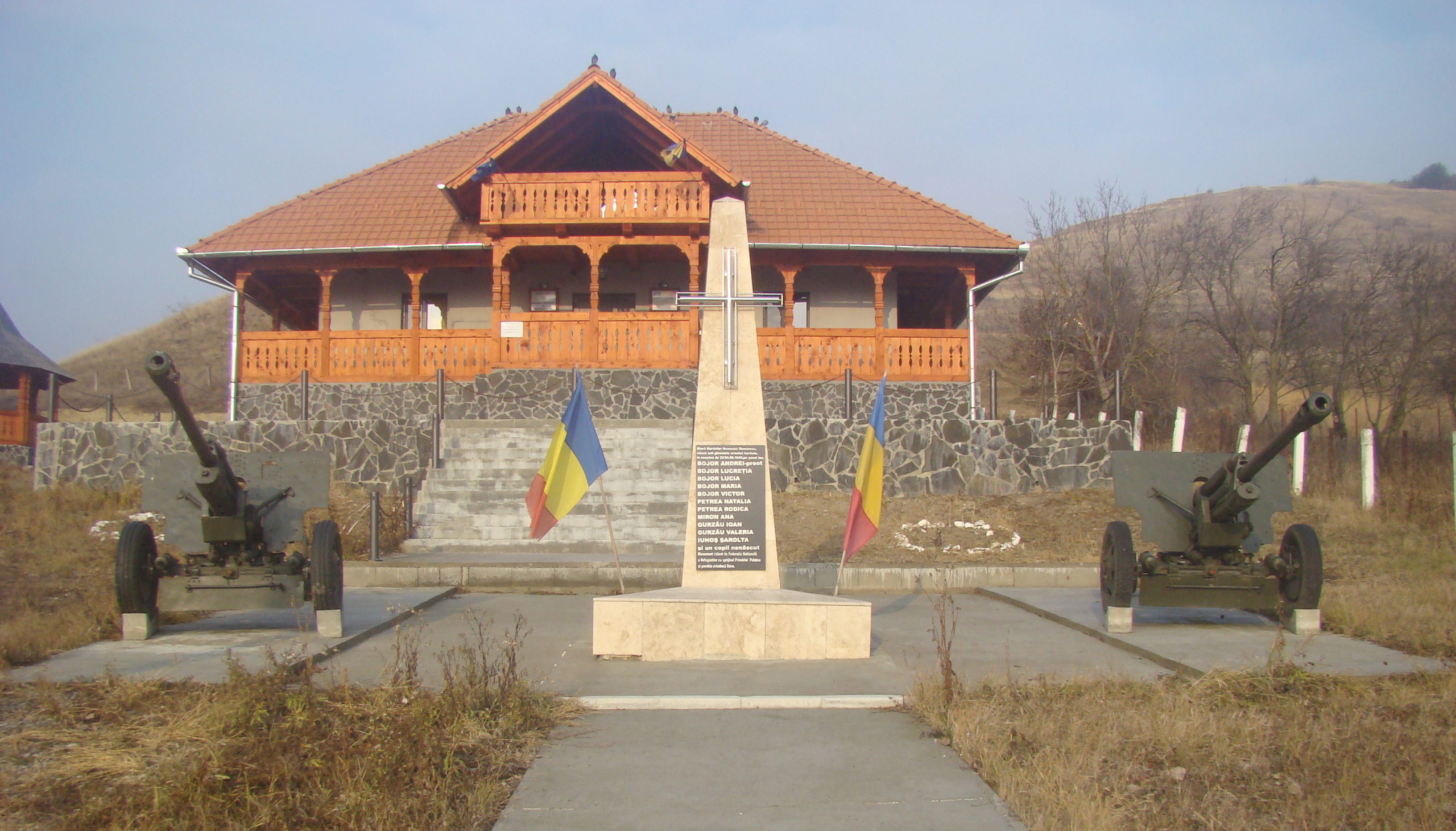
Complexul Muzeal ”Andrei Bojor” (monumentul în memoria martirilor neamului uciși de trupele horthyste, încadrat de două tunuri)
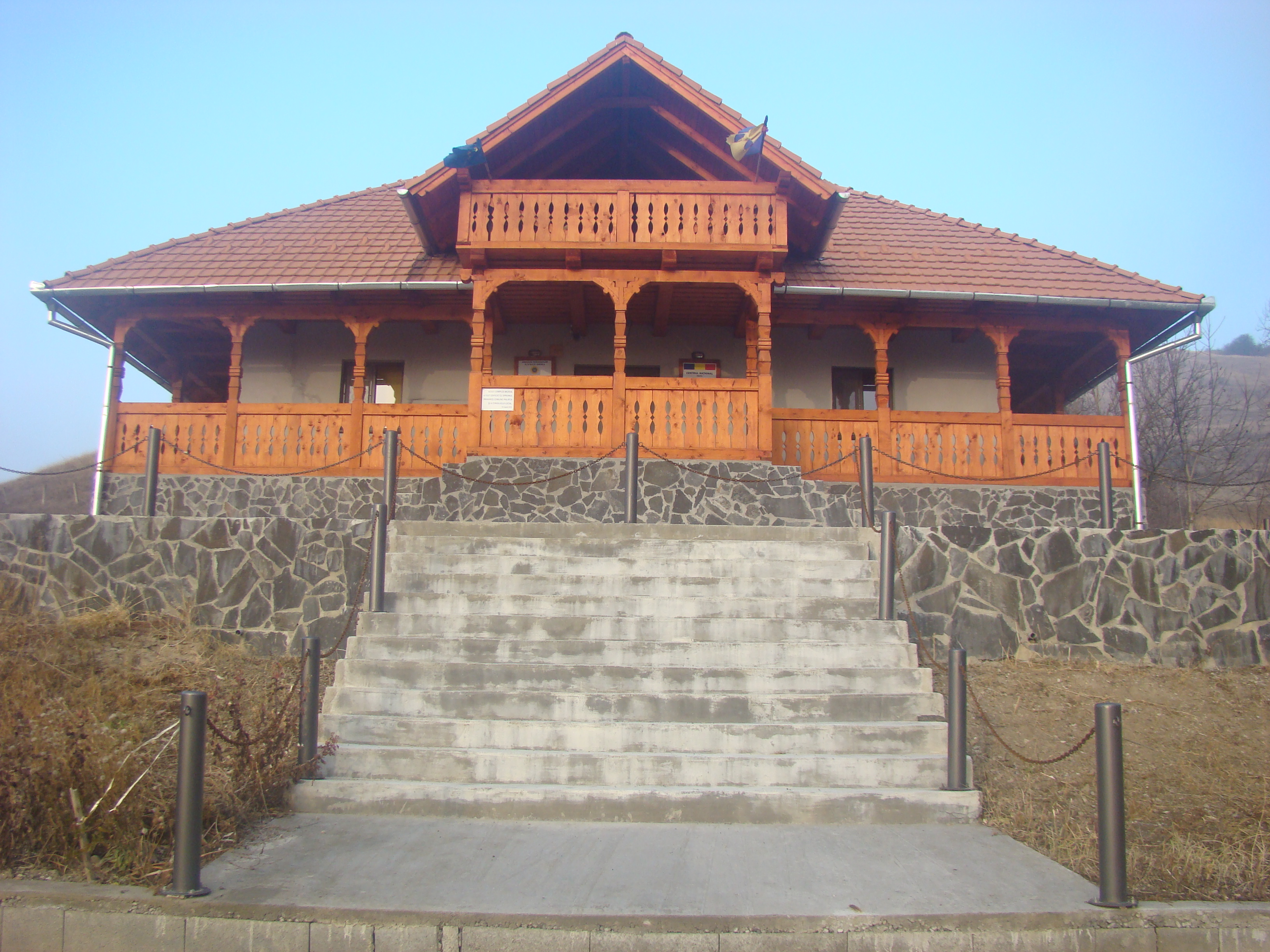
Casa reconstituită a preotului Andrei Bojor, distrusă de horthyşti în toamna anului 1940
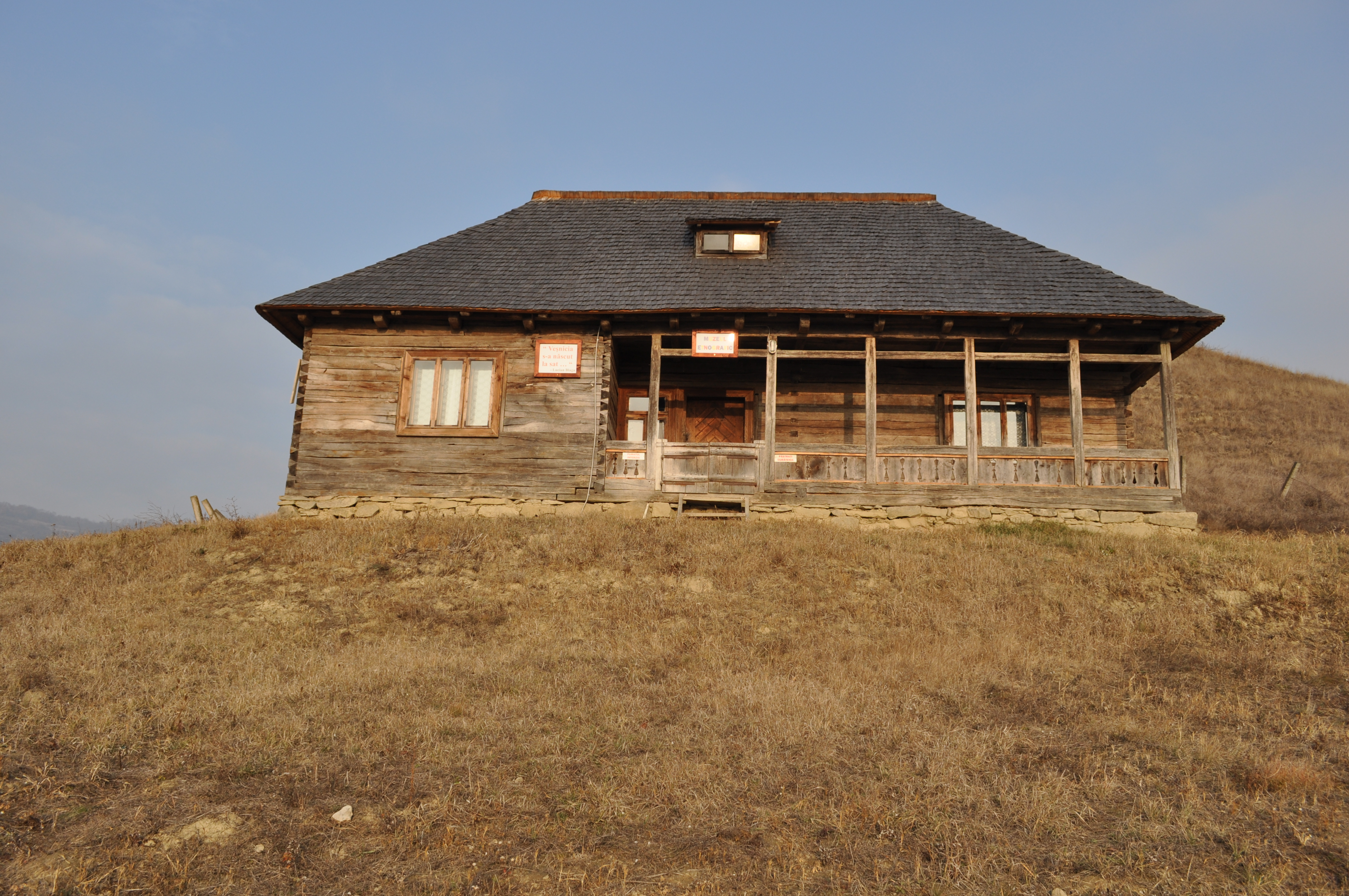
Muzeul etnografic din cadrul Complexului Muzeal ”Andrei Bojor”
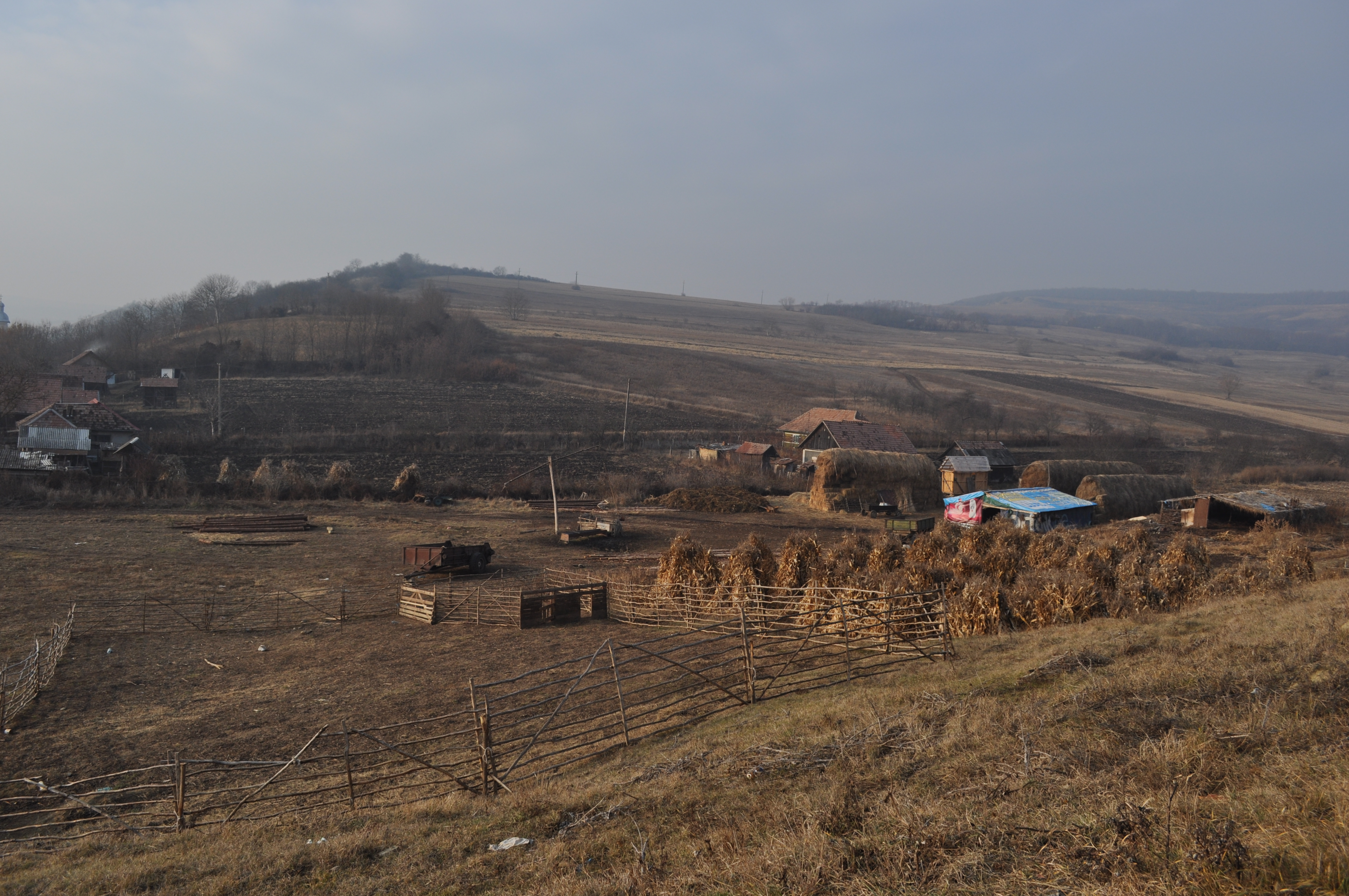